# Xavier Moro León
Xavier 'Xavi' Moro León (París, 22 de maig de 1975) és un exfutbolista català que va jugar com a migcampista.
Nascut a París, França, fill d'immigrants espanyols, Moro va jugar 202 partits, amb 11 gols, a Segona divisió durant vuit temporades, en les quals va representar el FC Barcelona B, el CD Badajoz i el Lorca Deportiva CF. De juny a gener de 2008 va jugar a la Superlliga de Grècia, amb l'Iraklis Salònica FC. Moro es va retirar el 2014 a l'edat de 39 anys, després dos anys essent jugador-entrenador de l'equip aficionat UD Vista Alegre.